# Pachyplastis apicalis
Pachyplastis apicalis är en fjärilsart som beskrevs av Felder 1874. Pachyplastis apicalis ingår i släktet Pachyplastis och familjen nattflyn. Inga underarter finns listade i Catalogue of Life.